# Droužkovice
Droužkovice är en ort i Tjeckien.   Den ligger i regionen Ústí nad Labem, i den nordvästra delen av landet, 80 km nordväst om huvudstaden Prag. Droužkovice ligger 303 meter över havet och antalet invånare är 568.
Terrängen runt Droužkovice är platt åt sydost, men åt nordväst är den kuperad.Runt Droužkovice är det ganska glesbefolkat, med 23 invånare per kvadratkilometer. Närmaste större samhälle är Chomutov, 3,4 km norr om Droužkovice. Trakten runt Droužkovice består till största delen av jordbruksmark.